# Athetis faja
Athetis faja là một loài bướm đêm trong họ Noctuidae.